# حارة محوى 45 (صنعاء)

تعديل مصدري - تعديل

حارة محوى 45 هي إحدى حارات حي السبعين بمديرية السبعين إحد مديريات العاصمة اليمنية صنعاء، بلغ تعداد سكانها 2427 نسمة حسب تعداد اليمن لعام 2004.